# Immeuble Jassedé
Ne doit pas être confondu avec Hôtel Jassedé.
L'immeuble Jassedé est un immeuble de logements de style Art nouveau construit par l'architecte Hector Guimard en 1904-1905 pour le compte du promoteur Louis Jassedé. Il est situé dans le 16e arrondissement de Paris, au 142 avenue de Versailles et 1 rue Lancret.

## Description
Le promoteur Louis Jassedé fait construire par Hector Guimard deux immeubles mitoyens, avec une cour commune. Le premier, situé sur l'avenue de Versailles, comporte sept étages, il était destiné à une clientèle bourgeoise (pierre de taille). Celui de la rue Lancret présente cinq étages, il était prévu pour une clientèle plus modeste(brique claire vernissée).
Une inscription aux monuments historiques, par arrêté du 11 juillet 1984, protège les façades et les toitures ainsi que les deux cages d'escalier avec les entrées de l'immeuble.